# Jakob Pál
Jakob Pál (* 23 de enero de 1863 en Pest ; † 11 de julio de 1936 en Viena ; también Jacob Pal y Jakob Pahl) fue un médico, internista y profesor húngaro - austriaco que trabajó principalmente en Viena.

## Vida
Pál estudió medicina en la Universidad de Viena . Allí se doctoró en 1886 e en un primer momento trabajó en el Instituto de Patología General y Experimental. En 1888 ingresó en el primer departamento médico del Hospital General de Viena. Desde 1893 fue el médico de cabecera del primer departamento médico.
En agosto de 1900, Pál fue nombrado profesor asociado a la universidad, en noviembre de 1908 profesor y finalmente en 1922 catedrático.

## Trabajo
Los trabajos realizados por Pál aportaron mucho al conocimiento contemporáneo en los campos de la patología experimental, farmacología, neurología y medicina interna. Desde la perspectiva actual, cabe destacar el descubrimiento de la anulación del efecto curare por la fisostigmina,  el descubrimiento del efecto espasmolítico de la papaverina, y su trabajo sobre las metilxantinas. En 1912 descubrió que la cafeína aléptica (estimulante de la respiración) también dilataba los bronquios y empezó a usarse como medicamento para el asma.
Su nombre también está asociado con la técnica de teñido de tejido fino según Weigert- Pal publicado en 1886. Este nuevo desarrollo de un método de Weigert todavía se utiliza hoy en día para la representación microscópica de las vainas de mielina de las fibras nerviosas .

## Premios
- Distintivo de oficial con condecoración de guerra por servicios a la Cruz Roja
- Medalla conmemorativa aniversario para funcionarios
- Cruz de aniversario para funcionarios[2]

## Literatura
- L. Popper. Jakob Pal 1863-1936. Por el centenario de su cumpleaños. Viena Clin Wochenschr. 1963; 75: 606-608. PMID 14050522
- Alexander Emed. Pál Jakab (1863-1936). Orv Hetil. 2002; 143: 1905. PMID 12221997
- Manfred Skopec (2001). «Pal, Jakob». Neue Deutsche Biographie (NDB) (en alemán) 20. Berlín: Duncker & Humblot. pp. 7-8; (texto completo en línea)
- M. Jantsch: Pal Jacob.

## Enlaces web
- Imagen de un corte transversal de un nervio con tinción de Weigert-Pal : las vainas medulares de las fibras nerviosas son negras.

- Datos: Q114224
- Multimedia: Jakob Pál / Q114224